# Burg Gerhausen
Die Burg Gerhausen, auch Rusenschloss genannt, ist eine abgegangene Höhenburg bei dem Ortsteil Gerhausen der Stadt Blaubeuren im Alb-Donau-Kreis in Baden-Württemberg.
Von der nicht mehr genau lokalisierbaren Burg, die vermutlich von den Herren von Gerhausen erbaut wurde, ist nichts erhalten, als ehemalige Besitzer werden auch die Herren von Helfenstein genannt.